# Hadmut Hindorf
Hadmut Hindorf (verheiratete Hindorf-Herrmann; * 1944) ist eine ehemalige deutsche Orientierungsläuferin.
Hindorf lief bei allen sieben Weltmeisterschaften zwischen 1970 und 1981. Dabei erreichte sie mit Platz 19 bei den Weltmeisterschaften 1979 im finnischen Tampere die beste Platzierung. Mit der bundesdeutschen Staffel erreichte sie ebenfalls 1979 mit Heidrun Finke und Anja Gruhn mit Platz sieben das beste Resultat.
Hindorf gewann zahlreiche deutsche Meistertitel. Nachdem sie bereits 1965 den ersten gewonnen hatte, wurde sie in den 1970er Jahren 1972, 1974 beim DSV, 1975 beim DTB und dem DSV sowie von 1976 bis 1979 durchgehend deutsche Meisterin. Den letzten Einzeltitel in der Eliteklasse gewann sie 1981. Anfang der 1970er Jahre wurde sie Mitglied des Skiclub Beerfelden. Sie betätigte sich darüber hinaus auch als Aufnehmerin von Orientierungslaufkarten. An Orientierungslaufwettkämpfen startete sie später für den OLV Steinberg.

## Platzierungen
Weltmeisterschaften:
- 1970: 39. Platz Einzel, 10. Platz Staffel
- 1972: 21. Platz Einzel, 8. Platz Staffel
- 1974: 40. Platz Einzel, 11. Platz Staffel
- 1976: 34. Platz Einzel, 9. Platz Staffel
- 1978: 33. Platz Einzel, 14. Platz Staffel
- 1979: 19. Platz Einzel, 7. Platz Staffel
- 1981: 39. Platz Einzel, 8. Platz Staffel